# 5.8×42mm
5.8×42mm（DBP-87，DBP为源自拼音「弹—步枪—普通」（Dàn Bùqiāng Pŭtōng）的类别代码，按照字面而言是「1987式普通步枪子彈」）是中华人民共和国自行研制的一型军用小口径中间威力步枪弹。目前关于该型弹药的公开信息十分有限，然而解放军声称这种弹药的性能优于北约装备的5.56×45mm步枪弹及苏制5.45×39mm步枪弹。
除标准型的DBP-87型步枪弹之外，中国陆军也装备过另一种被称为“DBP-88”的重型定装弹。该变体专为班用自動武器和精确射手步枪设计，其尺寸与标准的DBP-87型步枪弹无异，但采用更长的流线型彈頭和重型钢芯，以提高射程和穿透力。
2010年，解放军已完成新型步枪弹药的换发，所有DBP-87型步枪弹及其变体型号都被更新的DBP-10步枪弹所取代。2019年左右，以QBZ-191为代表的20式新枪族的推出，新型步枪弹DBP-191也随之亮相。

## 研發歷史
中国在1979年开始发展5.8×42毫米子弹，并且因为在1987年研制成功而命名為DBP-87。DBP-87式子弹的开发是旨在取代当时解放军使用的7.62×39毫米M43式和5.45×39毫米M74式步枪子弹（在中国分别命名為56式步枪子弹和88式步枪子弹）。为了令使用新子彈的枪支系统更稳定，于是将81式步枪以改变槍管口径的方式把原來的7.62毫米和5.45毫米转换成5.8毫米並且使用这种新型小口径子弹，也就是首枝使用DBP-87式子弹的87式步枪。后来，正式使用的95式步枪（QBZ-95，QBZ为源自拼音“輕武器—步槍—自动”的类别代码）5.8毫米口径步枪终于在1997年首次公开，发射的就是DBP-87式子弹，现在是解放军的制式武器之一。
5.8×42毫米，是一个国际性地倾向相对地小尺寸，重量轻，高初速现役子弹的一个例子。与北约5.56×45毫米、苏联5.45×39毫米和中国5.8×42毫米口徑一樣的小口径步枪子弹与过去较大和较重的旧式全威力步枪子弹相比，可让士兵在相同重量以下随身携带更多的弹药，而且相对地较低的枪机推力和自由后座冲量，有利于轻量化武器设计和提高自动射击时的精度。
2004年6月，一种5.8×42毫米子弹的改进版本作为经过改进以后的95-1式突击步枪（QBZ-95-1）的相配弹药进行同步开发。这两种设计在2010年完成，并且于同年开始生产。这种新的子弹被称为DBP-10。
为配合新一代QBZ-191突击步枪，QJB-201轻机枪，QBU-191精确射手步枪，亦同步开发新一代5.8×42毫米口径枪弹项目，成果就是DBP-191式5.8毫米口径普通弹與DBU-191式5.8毫米口径狙击弹。

## 性能表現
5.8×42毫米的DBP-87／95式普通弹的彈頭是4.15公克重的全金属被甲弹（英文：Full Metal Jacket，简称：FMJ）。从95式步枪（QBZ-95）的463毫米（18.23英吋）长度的标准枪管发射的话，就会具有930米／秒（3,051.18英尺／秒）的槍口初速；从95式机枪（QBB-95）的557毫米（21.93英吋）长度的枪管发射的话，就会具有940—960米／秒（3,084.06—3,149.68英尺／秒）的槍口初速。为了节省成本，材料方面有一些妥协性。特别是，弹壳可以由铁制造，这样比黄铜便宜。为了减少生锈的机会，弹壳覆盖了一层黑褐色、薄薄的保护漆。然而铁的伸展性低于黄铜，但由於发射时膛室没有十分稳妥的定位，因此降低其性能。此外，最初的DBP-87采用的是廉价但具有腐蚀性的底火。由于中国的军事预算多年来不断上升，因此改用最新设计的DBP-95，採用無銹蝕底火；此外，DBP-95塗上的是不易脫落的新塗層，不容易在發射過程中累積在槍膛內形成污染。
5.8×42毫米的DBP-88式“重弹”的彈頭比起普通弹重，其重量為5公克。從95式机枪（QBB-95）的463毫米（18.23英吋）长度的枪管发射的话，就会具有970米／秒（3,182.48英尺／秒）的槍口初速；從88式狙擊步槍（QBU-88）的620毫米（24.41英吋）长度的枪管发射的话，就会具有895米／秒（2,936.41英尺／秒）的枪口初速。它的有效射程是800公尺（874.89码，3,280.84英尺），並且可以在1,000公尺（1,093.61碼，3,280.84英尺，0.62英里）的距离一击贯穿3毫米的钢板。据报道所知，在600公尺（656.17码，1,968.5英尺）的距离的精度已經是非常好。
一种为了提高88式狙击步枪那不断被射手所投诉的准确度的新型比赛等级已经设计完成，虽然目前仍然没有相关的正式信息传出。
中国声称，5.8×42毫米（DBP-87）比起5.56×45毫米NATO M855和5.45×39毫米7N6这两种子彈具有更好的贯穿力。然而，同樣地与这两种弹药相比，DBP-87并不会因为弹头击穿软组织和无保护的组织而失稳，继而出现翻滚和碎裂以增加威力，因此其停止力可能不那么高。

## DBP-10
2010年版本的DBP-10已经设计完成，以配合所有目前现役的5.8毫米口径武器，并且将会取代所有先前的5.8×42毫米子弹。主要的改进包括一个流线型的形状，非腐蚀性底火，在钢制弹芯的直径縮小，和改用铜基合金包覆（以前为铜包覆钢）。它具有燃烧得更清洁的裝藥，以免在发射后于武器内部留下残渣，以及让较重的77格令弹頭更有效地贯穿護甲和其他坚硬物质。

### 缺陷
- 与以前的DBP-87／95式5.8毫米弹藥测试结果显示，DBP-10弹出現了800公尺彈道一致性難以滿足戰技術指標要求和1,000公尺（1,093.61碼，3,280.84英尺，0.62英里）侵徹威力餘量不足的問題。

原因分析初期彈頭頭部采用雙弧形（R100/R40）設計，彈頭弧形部較“胖”，彈形係數約為0.98，飛行過程中所受空氣阻力較大，導致落點動能偏低，1,000公尺處落點動能僅為200焦耳。外彈道試驗結果顯示，1,000公尺處侵徹威力餘量很小，800公尺彈道一致性也難以滿足要求。
- 在正樣機鑒定試驗過程中，發現槍／彈係統不匹配。不匹配的具體表現是采用95式5.8毫米槍族射擊時，射擊密集度合格率低；班用機槍槍管壽命僅為12,000發，達不到15,000發的指標要求。

對上述技術問題進行了深入分析，並經多方面探討和試驗後認為：槍彈在槍管中飛行穩定性不足是導致射擊密集度差的主要原因；槍彈對槍管磨損嚴重，造成槍管壽命降低。
- 而且DBP-10的弹头采用H90铜材料，弹头使用约3毫米厚的铜覆盖，也就是全铜被甲。由于铜比钢的硬度低得多，全铜被甲的弹头对枪管的磨损要小得多，有利于提高枪管的使用寿命，这是采用全铜被甲的初衷。但由此带来的不同结果是：使用DBP-95射击后没有或者很少出现铜残留在枪膛或导气孔内的现象，而使用DBP-10射击后却由于弹头在膛内运动时产生高温而被部份熔化，冷却后附着在枪膛或附挂在气体调节器的导气孔内，严重影响射弹散布和武器的正常运行功能。
- 在2013年澳大利亚陆军轻武器技能大赛中，中国军队参赛选手使用10发子弹打了7个“V”（35.07分）、2个5分和1个3分。就是说：有一发弹出现了明显的离群，即是离群弹。总体来说，95-1式步枪射弹离群现象相当严重，在平时训练中经常会出现10发弹打了9个十环，却莫名其妙地出现1发脱靶的现象。据专家介绍，95-1式步枪射击时之所以会出现离群弹，主要是因为所发射的DBP-10弹头由F11覆銅鋼改为H90全铜被甲弹头以后，弹头与枪管线膛尺寸不匹配引起的。

因为在热枪管状态下，枪管和弹头会同时发生变形，当枪与弹的配合受影响时，就会导致枪管对弹头的旋转一侧压力变小，对弹头旋转运动的束缚变小，弹头在膛内及出枪口的旋转速度下降，从而子弹在出枪口时章动（自转的物体自转角速度不够大时，其对称轴会在某一个平面内摆动，这个摆动即是章动）变大。另外，与覆铜“钢”材料的弹头相比，H90全铜被甲弹头受热后硬度降低幅度较大，更易出现散布增大的缺陷。

### 改進
針對這些問題，中国枪弹专家的改進措施包括：
- 對彈頭形狀重新設計。根據空氣動力學原理，將彈頭頭部曲線設計為一種不連續的多個點擬合成一段弧作為彈頭弧形部外形，該方案彈頭弧形部較銳長，彈形係數約為0.95，較原方案減小了3％，能有效減小空氣阻力，提高落點動能。
- 鋼心直徑由4.1毫米減小為3.8毫米，以增加鉛套厚度，減短彈頭長度，適當調整彈頭質心位置，縮小質心和阻心之間的距離，從而減小彈頭轉動慣量比以提高飛行穩定性；彈頭被甲由F11覆銅鋼改為H90，減小對槍管的磨損，以提高槍管使用壽命；改善彈頭工藝性並保證彈頭各零件組裝的密實性，進一步穩定、提高槍彈射擊密集度。
- 提高槍彈自身的飛行穩定性，以滿足95式5.8毫米班用槍族的使用要求；對於95-1式5.8毫米班用槍族通過線膛的重新設計來適應DBP10式5.8毫米普通彈。
- 槍管膛線數由4條增加為6條，分散槍管對彈頭旋轉運動時的導轉側力；槍管陽線直徑由5.8～5.84毫米調整為5.82～5.86毫米，陰線直徑由6.01～6.07毫米調整為5.98～6.02毫米，減小彈頭膛內運動時的嵌入量。另外，將95-1式5.8毫米短自動步槍和自動步槍槍管導程由240毫米調整為210毫米，與班用機槍一致，提高了彈頭膛內旋轉速度。

通過采取上述措施，DBP10式5.8毫米普通彈在彈頭高度、尾錐長度和彈頭質量、初速等參數保持與原方案相同的條件下，1,000公尺（1,093.61碼，3,280.84英尺，0.62英里）處落點動能較原方案提高了20焦耳左右，保證了1,000米侵徹效果，改善了800米的彈道一致性。並能夠滿足對步槍、短步槍、班用機槍規定的冷、熱槍管狀態下100公尺平均彈著點偏差的指標要求，且在熱槍管狀態下散布有明顯改善；班用机枪枪管寿命也可达20,000發。

## DBP-191
为配合新一代QBZ-191突击步枪，QJB-201轻机枪，QBU-191精确射手步枪，新一代5.8×42毫米口径枪弹项目也同步开发。
枪弹被分为两个型号：
- DBP-191式5.8毫米口径普通弹，可供191式自动步枪，192式短自动步枪和201式班用机枪使用，也可供给95-1式自动步枪，95式班用轻机枪等使用。
- DBU-191式5.8毫米口径狙击弹，专供QBU-191式精确射手步枪使用，也可用于88式狙击步枪和QBU-141式5.8毫米口径高精度狙击步枪上。

## 使用枪械

### 5.8×42毫米普通弹（DBP-87／DBP-10／DBP-191）
- 87式突击步枪／QBZ-87
- 95式突击步枪／QBZ-95
- 95式班用机枪／QBB-95（轻型支援武器／班用自動武器）[6]
- 95B式卡賓槍／QBZ-95B
- 95-1式突击步枪／QBZ-95-1
- 03式突击步枪／QBZ-03
- 121式步榴槍／QDS-121
- QBZ-191自動步槍／QBZ-191
- 95B-1式／QBZ-95B-1
- 192式短自动步枪／QBZ-192

### 5.8×42毫米重弹（DBP-88）
- 88式狙擊步槍／QBU-88
- 88式通用機槍／QJY-88
- 95式班用机枪／QBB-95（轻型支援武器／班用自動武器）[6]

### 5.8×42毫米狙擊彈（DBU-141／DBU-191高精度狙击弹药）
- CS/LR3型狙击步枪／QBU-141（前称：5.8毫米高精度狙击步枪）
- 191式精确射手步枪／QBU-191
- QBU-88狙击步枪

### 5.8×42毫米箭形水下弹（DBS-06）
- 06式水下步枪／QBS-06

## 資料來源
1. ↑  .   [September 27, 2012]. （原始内容存档于2013-10-23）.
2. ↑  Williams, Anthony G. . 2008-06-22. （原始内容存档于2014-06-02）.
3. ↑  Modern Firearms—Intermediate power ammunition for automatic assault rifles 的存檔，存档日期2009-12-13.
4. ↑  Assault Rifles and Their Ammunition: History and Prospects by Anthony G. Williams 的存檔，存档日期2014-06-02.
5. ↑  PLA Moves Its Assault Rifle To Next Level by David M. Fortier 的存檔，存档日期2009-04-16.
6. 1 2 3 4  Fortier, David M. . Small Arms Review. September 2002, 5 (no. 12). （原始内容存档于2007-10-16）.
7. ↑  Speculations On Load Choice, Development by David M. Fortier 的存檔，存档日期2013-05-05.
8. ↑  China Switches To The Good Stuff （页面存档备份，存于） - Strategypage.com
9. ↑  .   [2013-04-29]. （原始内容存档于2012-07-23）.
10. 1 2 3  http://bbs.big5.voc.com.cn/viewthread.php?action=printable&tid=3828716 （页面存档备份，存于） 《輕兵器》雜誌曝光95自動步槍最新改進型

## 外部連結
- （英文）—Photo of 5.8 x 42mm ammunition （页面存档备份，存于）
- （英文）—Modern Firearms—
  - QBZ-95 and QBZ-95-1, QBZ-97【Type 95, 95-1 and 97】assault rifle （页面存档备份，存于）
  - Type 95 and 97 (QBB-95 and QBB-97) light machine guns （页面存档备份，存于）
  - Type 03 / QBZ-03 assault rifle （页面存档备份，存于）
- （英文）—QBZ-95 5.8mm Automatic Weapons
- （英文）—PLA Moves Its Assault Rifle To Next Level by David M. Fortier
- （英文）—Speculations On Load Choice, Development by David M. Fortier
- （英文）—The Firearm Blog.com—Modern Intermediate Calibers 016: The 5.8x42mm Chinese （页面存档备份，存于）
- （简体中文）—D Boy Gun World（槍炮世界）—87式5.8mm小口径枪弹 （页面存档备份，存于）
- （简体中文）—56.com视频—2010年1月3日《人民子弟兵》—让子弹飞—军事科学家邓炜枝